# 翟友财
翟友财（1970年7月—），吉林长春人，汉族，中华人民共和国政治人物、第十二届全国人民代表大会黑龙江地区代表。
毕业于黑龙江省委党校法律专业，加入中国共产党。2013年，被选为全国人大代表。2018年2月24日，当选为第十三届全国人大代表。
2021年5月11日，鸡西市公安局发布通告称瓦解了以翟友财为首的黑社会性质组织。8月20日，其全国人大代表职务遭到罢免。